# Thomas the Tank Engine and Friends
Cet article concerne le jeu vidéo. Pour la série télévisée d'animation, voir Thomas et ses amis.
Thomas the Tank Engine and Friends est un jeu vidéo sorti en 1990 et fonctionne sur Commodore 64, Amiga, Amstrad CPC, MS-DOS, Atari ST et ZX Spectrum. Le jeu a été édité par Alternative Software.
Le jeu s'inspire de la série Thomas et ses amis.